# 시화초등학교
시화초등학교(始華初等學校)는 대한민국 경기도 시흥시에 있는 공립 초등학교이다.

## 연혁
- 1997년 5월 1일 : 개교